# 神威岬
神威岬（日语：／ Kamuimisaki */?）是位於日本北海道積丹郡積丹町大字神威岬的一座海岬。位於積丹半島西北部，突入日本海。神威岬被劃入二世古積丹小樽海岸國定公園的範圍內。可自函館本線余市車站搭乘巴士前往神威岬。神威岬附近建有遊歩道，可供遊客觀光。附近海域有名為神威岩的岩礁。神威岬附近地區是貴重的動植物寶庫。阿伊努語說法為カムイエツ，意為神靈之海岬，後カムイ音譯加意譯為「神威」（日语：カムイ）。在過去神威岬也曾被稱為御冠岬或オカムイ岬（均讀為おかむいみさき）。